# Андерсон, Дасти
Рут «Дасти» Андерсон (англ. Ruth «Dusty» Anderson; 17 декабря 1918, Толидо, Огайо — 12 сентября 2007, Марбелья, Испания) — американская актриса и модель пинап.

## Биография
Родилась в Толидо, штат Огайо. Начала свою карьеру в качестве модели, а в 1944 году впервые появилась на большом экране в роли одной из моделей в фильме «Девушка с обложки» с Ритой Хейворт в главной роли. В последующие пару лет актриса снялась ещё в семи кинокартинах, среди которых «Сегодня вечером и каждый вечер» (1945), «Тысяча и одна ночь» (1945), «Предупреждение Криминального доктора» (1945), «Призрачный вор» (1946) и «Способ любить» (1946). В годы Второй мировой войны Андерсон также была одной из моделей пинап, снимавшихся для популярного в те годы армейского журнала Yank.
С 1941 по 1945 год актриса была замужем за капитаном корпуса морской пехоты США Чарльзом Матьё. В 1946 году она вышла замуж за кинорежиссёра Жана Негулеско, и прекратила сниматься. В 1951 году она в последний раз появилась на большом экране в картине мужа «Позаботьтесь о моей малышке» в эпизодической роли. В конце 1960-х годов Дасти Андерсон вместе с мужем переехала в Испанию. Актриса умерла в Марбелье, Испания, в начале сентября 2007 года и была похоронена на городском кладбище.